# 김명서
김명서(1996년 6월 3일 ~ )는 2018 미스 대전 충남 진(眞) 출신이다.

## 생애

### 주요 이력
대전에서 출생한 그녀는 2018년 5월, 미스 대전 충남 진(眞)으로 입상하였다(그 당시 대회 시절 참가번호 7번).

### 수상 경력
- 2018년 미스코리아 대전 충남 진(眞)

### 경력
- 2018년 미스코리아 대전-충남 진(眞)

### 학력
- 한서대학교 항공관광학과